# Schapp (Einheit)
Die Schapp war ein Volumen- und Flüssigkeitsmaß in Georgien. Das Maß war für Wein vorbehalten. Die Tunga, das kleinere Maß, bedeutete 5 Flaschen Wein.
- 1 Schapp = 3 Tungas = 16,5 Bouteille (Bordeaux) = um 12 Liter